# Nihon Kobudō Kyokai
Nihon Kobudo Kyokai (japanisch 日本古武道協会) bedeutet „Verein der traditionellen Kampfkünste von Japan“ und ist eine Organisation, welche die klassischen Kampfschulen (Koryu) unter einem Dach vereinen soll. Das Ziel des Vereins ist es, die Traditionen der alten Kampfkünste zu erhalten, zu fördern und zu verbreiten. Der Verein bietet den Schulen eine Plattform, sich zu etablieren und organisiert auch regelmäßige Demonstrationen.

## Gründung
Die Nihon Kobudo Kyokai wurde am 7. Dezember 1979 gegründet, da in Studien festgestellt wurde, dass sich die japanische Gesellschaft wandelt und die klassischen (Koryu)-Kampfkunstschulen, welche das Erbe der Samurai bewahren, Schwierigkeiten haben, ihre Tradition zu erhalten.

## Zulassungskriterien zum Nihon Kobudo Kyokai
Das Nihon Kobudo Kyokai hat strenge Zulassungsvoraussetzungen für Schulen, die aufgenommen werden wollen. Die Schulen müssen beweisen, dass sie echte (Koryu)-Schulen sind und ihre Tradition aus der Zeit der Samurai stammt. Im Nihon Kobudo Kyokai gibt es mehrere Sachverständige wie z. B. Historiker, die prüfen, ob die Personen der Stammbäume tatsächlich gelebt haben und ob sie berühmte Kämpfer waren. Im Weiteren werden auch alte Schriftrollen geprüft und die Bücher und Schriftrollen mit denen der anderen alten Schulen verglichen.

## Schulen des Vereins Nihon Kobudo Kyokai
1. Ryūshin Katchu-ryū Jujutsu (柳心介冑流柔術)
2. Shosho-ryū Yawara (諸賞流和)
3. Iga-ryū Ha Katsushin-ryū Jujutsu (為我流派勝新流柔術)
4. Kiraku-ryū Jujutsu (気楽流柔術)
5. Tenjin Shinyo-ryū Jujutsu 1 (天神真楊流柔術)
6. Tenjin Shinyo-ryū Jujutsu 2 (天神真楊流柔術)
7. Hasegawa-ryū Yawarajutsu (長谷川流和術)
8. Daito-ryū Aikijujutsu (大東流合気術)
9. Kito-ryū Jujutsu (起倒流柔術)
10. Daito-ryū Aikijujutsu Takumakai (大東流合気柔術琢磨会)
11. Shibukawa-ryū Jujutsu (渋川流柔術)
12. Shingetsu Muso Yanagi-ryū Jujutsu (心月無想柳流柔術)
13. Hontai Yoshin-ryū Jujutsu (本體楊心流柔術)
14. Takagi-ryū Jujutsu • Kukishin-ryū bojutsu (高木流柔術 • 九鬼神流棒術)
15. Sekiguchi Shin Shin-ryū Jujutsu (関口新心流柔術)
16. Takenouchi-ryū Jujutsu Koshi-no-mawari Kogusoku (竹内流 柔術腰廻小具足)
17. Takenouchi-ryū Jujutsu Hinoshita Toride Kaisan (竹内流 柔術日下 捕手 開山)
18. Shibukawa Ichi-ryū Jujutsu (渋川一流柔術)
19. Bokuden-ryū Kenjutsu (卜傳流剣術)
20. Mizoguchi-ha Itto-ryū Kenjutsu (溝口派一刀流剣術)
21. Hokushin Itto-ryū Kenjutsu (北辰一刀流剣術)
22. Kashima Shinto-ryū Kenjutsu (鹿島新當流剣術)
23. Kogen Itto-ryū Kenjutsu (甲源一刀流剣術)
24. Tenshin Shōden Katori Shintō-ryū Kenjutsu (天真正伝香取神道流剣術)
25. Tatsumi-ryū Heiho (立身流兵法)
26. Kashima Shinden Jikishinkage-ryū (鹿島神傳直心影流)
27. Ono-ha Itto-ryū Kenjutsu (小野派一刀流剣術)
28. Shindo Munen-ryū Kenjutsu (神道無念流剣術)
29. Kurama-ryū Kenjutsu (鞍馬流 剣術)
30. Tennen Rishin-ryū Kenjutsu (天然理心流剣術)
31. Yagyu Shinkage-ryū Heiho Kenjutsu (柳生新陰流兵法剣術)
32. Shingyoto-ryū Kenjutsu (心形刀流剣術)
33. Shojitsu Kenri Kataichi-ryū Kenjutsu (初實剣理方一流剣術)
34. Hyoho Niten Ichi-ryū Kenjutsu[1] (兵法二天一流剣術)
35. Noda-ha Niten Ichi-ryū Kenjutsu (野田派ニ天一流剣術)
36. Unko-ryū Kenjutsu (雲弘流剣術)
37. Taisha-ryū Kenjutsu (タイ捨流剣術)
38. Jigen-ryū Hyoho Kenjutsu (示現流兵法剣術)
39. Nodachi Jigen-ryū Kenjutsu (野太刀自顕流剣術)
40. Hayashizaki Muso ryū iaijutsu (林崎夢想流居合術)
41. Muso Jikiden Eishin-ryū Iaijutsu (無雙直傳英信流居合術)
42. Tamiya-ryū Iaijutsu (田宮流居合術)
43. Suiō-ryū (水鷗流 居合 剣法)
44. Hoki-ryū Iaijutsu (伯耆流 居合術)
45. Enshin-ryū Iai Suemonogiri Kenpo (円心流居合据物斬剣法)
46. Kanshin-ryū Iaijutsu (貫心流居合術)
47. Shojitsu Kenri Kataichi-ryū Katchu Battojutsu (初実剣理方一流甲冑抜刀術)
48. Kanemaki-ryū Battojutsu (鐘捲流抜刀術)
49. Sekiguchi-ryū Battojutsu (関口流抜刀術)
50. Owari Kan-ryū Sojutsu (尾張貫流槍術)
51. Fuden-ryū Sojutsu (風伝流槍術)
52. Hozoin-ryū Takada-ha Sojutsu (宝蔵院流高田派槍術)
53. Saburi-ryū Sojutsu (佐分利流槍術)
54. Muhi Muteki-ryū Jojutsu (無比無敵流杖術)
55. Shindo Muso-ryū Jojutsu (神道夢想流杖術)
56. Chikubujima-ryū Bojutsu (竹生島流棒術)
57. Toda-ha Buko-ryū Naginatajutsu (戸田派武甲流薙刀術)
58. Tendo-ryū Naginatajutsu (天道流薙刀術)
59. Jikishinkage-ryū Naginatajutsu (直心影流薙刀術)
60. Yoshin-ryū Naginatajutsu (楊心流薙刀術)
61. Higo koryū Naginata (肥後古流薙刀)
62. Ryūkyu Kobujutsu (琉球古武術)
63. Wadō-ryū Jujutsu Kenpō (和道流柔術拳法)
64. Itosu-ryū Karate (糸州流空手)
65. Ryūkyu oke Hiden Motobu Udonde (琉球王家秘伝武術本部御殿手)
66. Kingai-ryū Karate Okinawa Kobujutsu (金硬流唐手沖縄古武術)
67. Okinawa Goju-ryū Bujutsu (沖縄剛柔流武術)
68. Yagyu Shingan-ryū Katchu Heiho (柳生心眼流甲胄兵法)
69. Yagyu Shingan-ryū daijutsu (柳生心眼流體術)
70. Seki-ryū Hojutsu (関流砲術)
71. Morishige-ryū Hojutsu (森重流砲術)
72. Yo-ryū Hojutsu (陽流砲術)
73. Araki-ryū Kenpo (荒木流拳法)
74. Araki-ryū Gunyo Kogusoku (荒木流軍用小具足)
75. Negishi-ryū Shurikenjutsu (根岸流手裏剣術)
76. Ogasawara-ryū Kyubajutsu (小笠原流弓馬術)
77. Nito Shinkage-ryū Kusarikamajutsu (二刀神影流鎖鎌術)
78. Takeda-ryū Aiki no jutsu (武田流合気之術)
79. Yagyu Shingan-ryu Gekikai Kobudo (Brazil)
80. Shindō Yōshin ryū